# Charlotte Froese Fischer
Charlotte Froese Fischer PhD (Mikoláivka, Ucrania, 21 de septiembre de 1929-8 de febrero de 2024) fue una matemática y científica de la computación canadiense-estadounidense de origen ucraniano, que se ganó el reconocimiento mundial por el desarrollo e implementación de la multiconfiguración Hartree-Fock CASSCF: su enfoque de los cálculos de la estructura atómica; y, por su predicción teórica de la existencia de los iones de calcio negativos. Por este motivo, fue elegida miembro de la American Physical Society.

## Primeros años
Nacida en  Mykolaivka, Ucrania, con padres Menonitas, que migraron a Alemania en un último tren que les permitió cruzar la frontera antes de su cierre por las autoridades soviéticas. Luego de un breve periodo en un campo de refugiados, a su familia se le permitió migrar a Canadá, donde finalmente se establecieron en Chilliwack, Columbia Británica.

## Educación e investigaciones
Obtuvo tanto el grado de B.A., con honores, en Matemática y en Química, y una maestría en Matemática Aplicada de la Universidad de Columbia Británica, en 1952 y 1954, respectivamente. En 1957, obtuvo su Ph.D. en matemática aplicada y computación en la Universidad de Cambridge siguiendo cursos de teoría cuántica con P.A.M. Dirac, y trabajó bajo la supervisión de Douglas Hartree, quien la ayudó en la programación de la computadora inglesa digital electrónica automática de programas almacenados (acrónimo en inglés EDSAC para Electronic Digital Stored program Automatic Computer) para cálculos de estructuras atómicas.
De 1957 a 1968, se desempeñó en la Facultad de Matemática, de la Universidad de Columbia Británica en el que introdujo el análisis numérico y cursos de informática en el currículo, y fue instrumental en la formación del Departamento de Ciencias Computacionales.
Los años 1963 y 1964, los pasó con Froese Fischer en el Harvard College Observatory, donde amplió su investigación sobre cálculos de la estructura atómica. Mientras en Harvard, fue la primera mujer científica en recibir el galardón de una "Beca Alfred P. Sloan". Desde entonces ha llegado a ser internacionalmente conocida por su software para el cálculo de la estructura atómica y su investigación en la teoría de la estructura atómica. En 1991, se convirtió en miembro de la American Physical Society, en parte por su contribución al descubrimiento de calcio negativo. En 1995, fue elegida miembro de la "Real Sociedad fisiográfica de Lund", y en 2004, miembro extranjera de la Academia de Ciencias de Lituania.
Actualmente es profesor de investigación emérita de ciencias de la computación en Universidad Vanderbilt, y científica huésped del Laboratorio de Espectroscopía Atómica, en NIST. Es la viuda de Patrick C. Fischer (1935-2011), de por sí experto en informática y profesor en Vanderbilt.

## Contribuciones
Es autora de más de 260 artículos de investigación sobre la teoría atómica de computación, muchos de los cuales se convirtieron en citas clásicas por su impacto de largo alcance en el área de los cálculos de la estructura atómica. Uno de sus mayores esfuerzos en el campo es el cálculo reciente, en colaboración con Georgio Tachiev y Andrei Irimia, de los completos espectros de baja del berilio, como en argón, en secuencias isoelectrónicas, publicando datos que abarcan 400 páginas de revistas y un total de más de 150 iones.

### Algunas publicaciones
- charlotte Froese Fischer. 2003. Douglas Rayner Hartree: his life in science and computing. Editor World Scientific, 224 pp. ISBN 981-238-577-0 en línea

- -------------------------------, tomas Brage, per Jönsson. 1997. Computational atomic structure: an MCHF approach. Edición ilustrada, reimpresa de Institute of Physics Publ. 279 pp. ISBN 0750304669

- -------------------------------. 1977. The Hartree-Fock method for atoms: a numerical approach. A Wiley-Interscience publication. Edición ilustrada de Wiley, 308 pp. ISBN 0-471-25990-X

- -------------------------------. 1958. Report on the calculation of sound velocity in seawater. Número 26 de Manuscript report series. Editor Pacific Oceanographic Group, 13 pp.